# Ratiboř (hrad)
Ratibořský hrad (polsky Zamek w Raciborzu nebo Zamek Piastowski w Raciborzu) je hrad, zámek a muzeum ve čtvrti Ostróg slezského okresního města Ratiboř (Racibórz). Nachází se na pravém břehu řeky Odry v Ratibořské kotlině v okrese Ratiboř ve Slezském vojvodství v jižním Polsku.

## Další informace
Ratibořský hrad se nachází na místě původního slovanského hradiště kmene Holasiců později přebudovaného na přemyslovský hrad, zámek a pivovar. První písemná zmínka o místu pochází z roku 1108 v souvislosti s výpravou polského krále Boleslava Chrabrého na Moravu. Hrad byl pod správou Piastovců a Opavských Přemyslovců a později se stal administrativním sídlem. V 1. pol. 19. stol. hrad získal rod knížat von Ratibor. Hlavním lákadlem je perla slezské gotiky – zámecká kaple Sv. Tomáše z Canterbury z r. 1287, Knížecí dům a historický pivovar zmiňovaný už v roce 1567. Exteriéry hradu jsou volně přístupné a vstup do interiéru hradu je zpoplatněn. Hrad má bezbariérový přístup, vstup do kaple má schod.

## Galerie

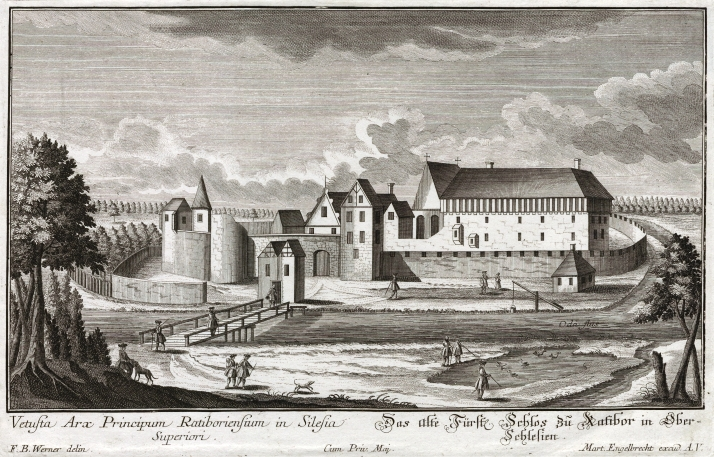
hrad na přelomu 17. a 18. století
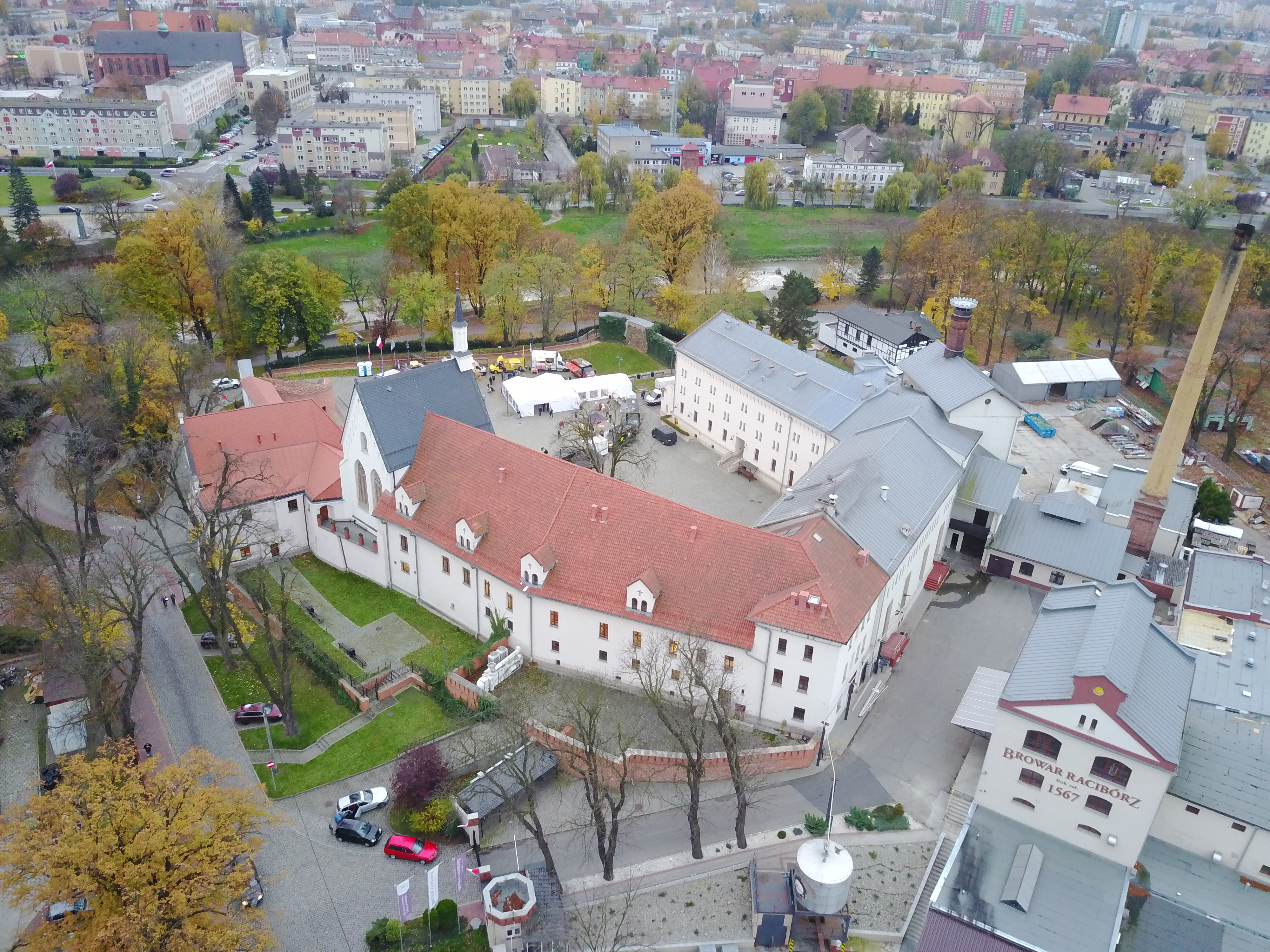
hrad v roce 2019
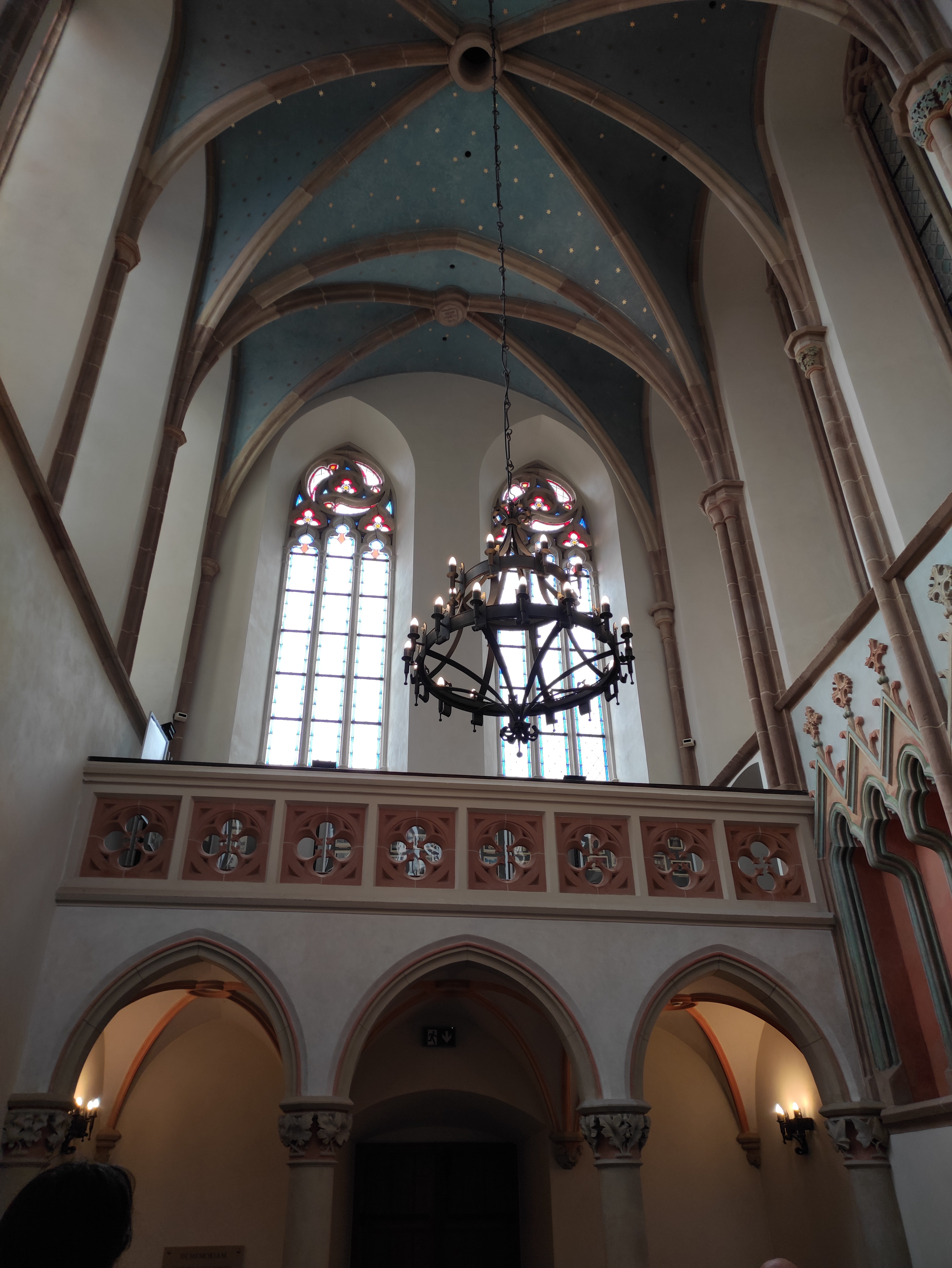
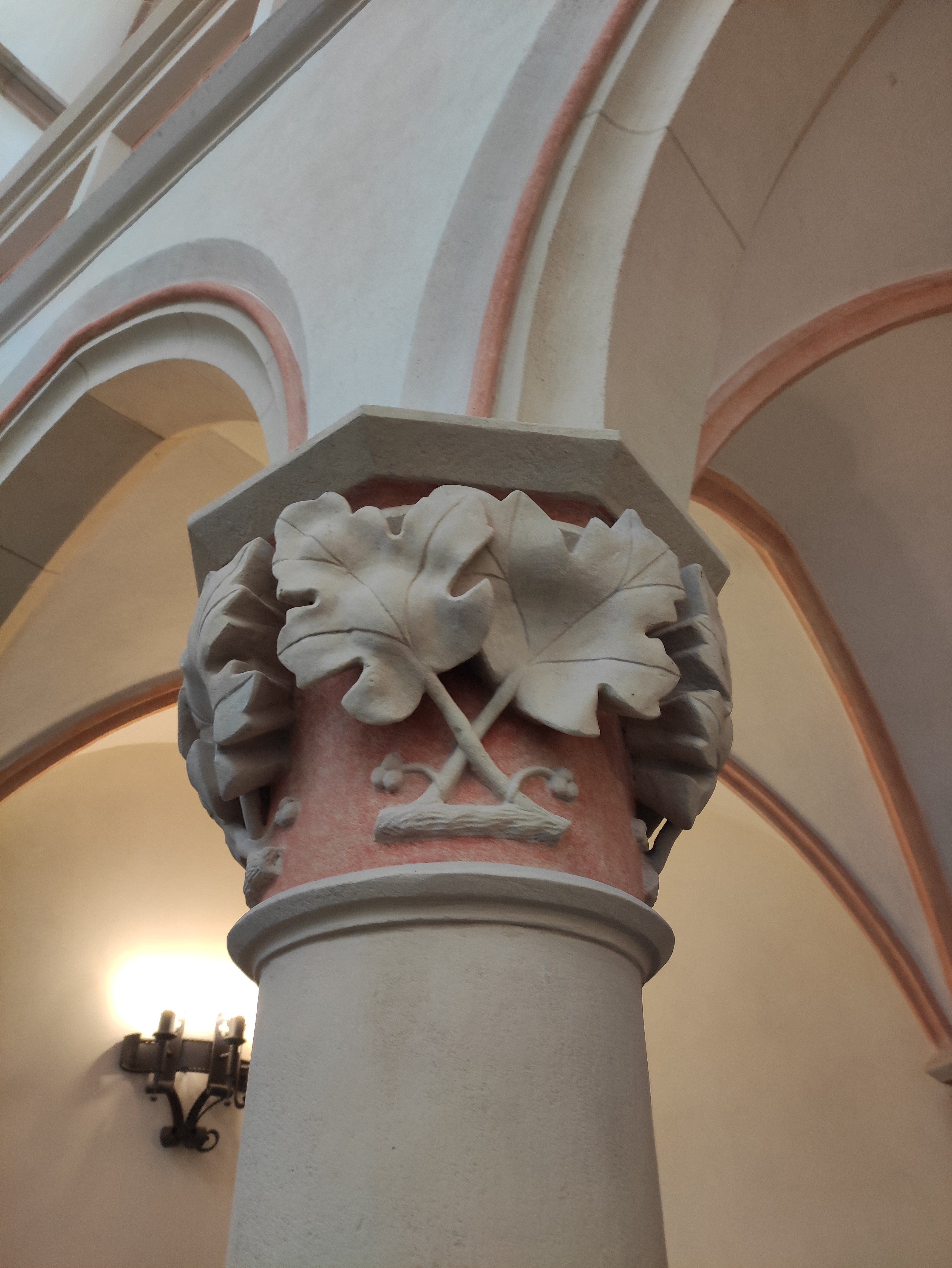